# Lemalelmis fontana
Lemalelmis fontana là một loài bọ cánh cứng trong họ Elmidae. Loài này được Spangler miêu tả khoa học năm 1981.